# Sovetskie patrioty
Sovetskie patrioty (Советские патриоты) è un film del 1939 diretto da Grigorij Zacharovič Lomidze.